# ألبوم حقيقي حتى الموت
ألبوم حقيقي حتى الموت (بالإسبانية: Real Hasta la Muerte) هو أول ألبوم استوديو لمغني الراب البورتوريكي أنويل إي إي. أصدر الألبوم في 17 يوليو 2018 تحت عنوان Real Hasta la Muerte، ويتميز بالتعاون مع فنانين مثل أوزونا ونينغو فلو وزايون وويسين. أصدر الألبوم قبل ساعات من مغادرة أنويل إي إي السجن، حصل الألبوم في 18 سبتمبر 2018 على شهادة رابطة صناعة التسجيلات الأمريكية.

## الإنتاج
عمل أنويل إي إي مع «جوشي»، على تصوير الألبوم بأكمله وتسجيله أثناء وجوده في السجن. وبسبب سجنه لم يجر أي مقابلات حول المشروع.